# 첼로 소나타 (라흐마니노프)

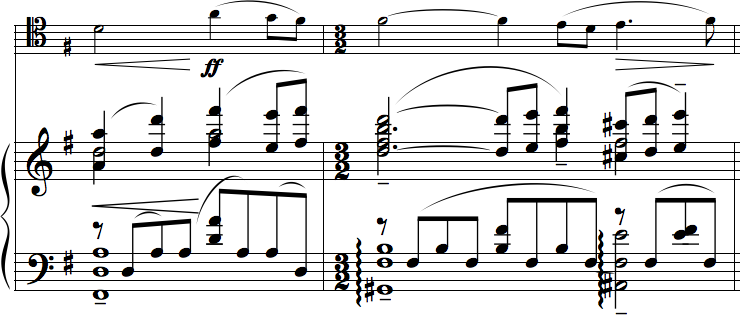
4악장의 악보

세르게이 라흐마니노프의 첼로와 피아노를 위한 소나타  G 단조 Op. 19은 1901년 11월에 완성되어 그 다음 해에 출판되었다.
Rachmaninoff는 이 곡에서 피아노의 역할을 반주로서가 아니라 첼로와 동일하게 간주했다. 대부분의 테마는 피아노에 의해 소개되었고 첼로 부분은 이들을 꾸미고 확장시킨다.
라흐마니노프의 피아노 협주곡 2번과 같은 해에 출간된 곡이지만, 피아노 협주곡 2번의 대성공에 뭍였다. 그럼에도 서정적인 멜로디로 인해 이후에 많은 사랑을 받게 되었으며, 피아노 협주곡 2번과 비슷한 진행 양상을 보이는 부분도 보인다. 그러나 피아노 파트의 난이도는 피아노 협주곡 2번보다 연주하기 까다롭다.

## 첫 공연
라흐마니노프는 이 곡을 아나톨리이 브렌더코브(Anatoliy Branduk)에게 바쳤고. 그와 함께 모스크바에서 그가 직접 피아노를 치며 1901년 12월 2일에 첫 공연을 갖었다.  라흐마니노프는 초연 후 약간의 마지막 수정을 한 것처럼 보인다. "

## 구조
낭만주의 시대의 전형적인 소나타처럼 네악장으로 구성되어있다.
1. 렌토 – 알레그로 모데라토 (G 단조)
2. 알레그로 스케르잔도 (C 단조)
3. 안단테 (E-flat 장조)
4. 알레그로 모소 (G 장조)

이곡은 약 35분 정도 걸린다.

## 주목할만한 레코드
- 1956 Daniil Shafran, 야코프 플라이어
- 1958 Mstislav Rostropovich, Alexander Dedyukhin (첫 번째 운동의 반복은 생략 됨)
- 1967 폴 토르티에, 알도 시콜리니
- 1984 Lynn Harrell, Vladimir Ashkenazy (1 악장에서의 반복은 생략 됨)
- 1990 요요마, 에마누엘 악스
- 1994 Truls Mørk, 장 이브 티보데
- 2002 Steven Isserlis, 스티븐 허프
- 2004 나탈리아 구트만, 엘리소 비살라제
- 2005 Mischa Maisky (세르지오 티엠포)
- 2006 Gautier Capuçon, 가브리엘라 몬테로
- 2006 알렉산더 크니아제프, 니콜라이 루간스키
- 2008 David Geringas, 이안 파운틴
- 2012 이토 유키, 소피아 굴랴크
- 2012 Steven Doane, 배리 스나이더
- 2012 솔 가베타, 올가 컨

## 편곡
- Arcadi Volodos는 3악장 Andante를 피아노 솔로곡으로 편곡하여 Sony Classical에 녹음했다.